# Zofia Czaja
Zofia Czaja (ur. 8 stycznia 1935 w Rzuchowej, zm. 26 lutego 2022) – polska polityk, posłanka na Sejm PRL IX kadencji.

## Życiorys
Z wykształcenia technik ekonomista. W 1967 wstąpiła do Polskiej Zjednoczonej Partii Robotniczej, w której pełniła różne funkcje (m.in. zasiadała w Komitecie Wojewódzkim). Była taż członkinią Rady Głównej Krajowego Związku Rolników, Kółek i Organizacji Rolniczych. Została także prezes Krajowej Rady Kół Gospodyń Wiejskich oraz Gminnej Spółdzielni „Samopomoc Chłopska” w Pleśnej. Zasiadała w Gminnej Radzie Narodowej w Pleśnej. W latach 1975–1982 przewodniczyła Wojewódzkiej Radzie Kobiet przy Froncie Jedności Narodu.
W 1985 uzyskała mandat posłanki na Sejm PRL IX kadencji w okręgu Tarnów. Zasiadała w Komisji Rynku Wewnętrznego i Usług. Brała później udział w pracach nad programem Sojuszu Lewicy Demokratycznej dla wsi. Została pochowana 3 marca 2022 na cmentarzy parafialnym w Rzuchowej.

## Odznaczenia
- Krzyż Komandorski Orderu Odrodzenia Polski (1997)[5]
- Srebrny Krzyż Zasługi
- Medal 30-lecia Polski Ludowej
- Medal 40-lecia Polski Ludowej
- Odznaka „Zasłużony Działacz Ruchu Spółdzielczego”
- Odznaka „Za zasługi dla woj. krakowskiego”
- Odznaka „Za zasługi dla woj. tarnowskiego”